# Mats Wahl
Mats Wahl (Malmö, 1945. május 10. – 2025. augusztus 14.) svéd író. 43 könyve jelent meg, de írt színdarabokat, televíziós műsorokat, regényeket és filmeket is. Egyik leghíresebb könyve a Vinterviken, amelyet meg is filmesítettek.

## Művei
- På spaning efter växandets punkt
- Konsten att undervisa
- Honungsdrömmen
- Hallonörnen
- Vinterfågel
- Förståelse och handling
- Guntzborg Jöntzon
- Norrpada
- Döläge
- Ungdomspedagogik
- Halva sanningen
- Havsörnsvalsen
- Hat
- Jiggen
- Husbonden
- Utbildning och klass
- Mannen som älskade kvinnor
- Den lackerade apan
- Anna-Carolinas krig
- Skrinet
- Jac Uppmuntraren
- Play it again
- Sjöbo
- Maj Darlin
- Kärlek i september
- Sagan om den lilla kråkodillen
- Därvarns resa
- Nåra riktigt fina dar
- Vinterviken
- Vildmarksfiskaren
- I ballong över Stilla havet
- Lilla Marie
- Nu seglar Vasa
- Emma och Daniel: Mötet
- De övergivna
- 3 Pjäser
- Den långa resan (Sven Nordqvisttal)
- 1998 – Emma och Daniel: Kärleken
- 1998 – Emma och Daniel: Resan
- John-John
- Folket i Birka på vikingarnas tid
- 1999 – Maj Darlin
- Den osynlige
- Halva sanningen
- Såpa
- Tjafs
- Kill
- Svenska för idioter
- Återkomst
- 2006 – Den vilda drömmen
- 2008 – När det kommer en älskare

## Díjak
- Nils Holgersson-díj (a Maj Darlinért)
- Nordiske Börnebogspriset
- August-díj (a Vintervikenért)
- ABF:s litteraturpris
- Janusz Korczak-díj
- Deutscher Jugendliteraturpreis (a Vintervikenért)
- Kulturpriset Till Adam Brombergs minne (Adamspriset)

## Fordítás
- Ez a szócikk részben vagy egészben  a   Mats Wahl című angol Wikipédia-szócikk fordításán alapul.  Az eredeti cikk szerkesztőit annak laptörténete sorolja fel. Ez a jelzés csupán a megfogalmazás eredetét és a szerzői jogokat jelzi, nem szolgál a cikkben szereplő információk forrásmegjelöléseként.
- Ez a szócikk részben vagy egészben  a   Mats Wahl című német Wikipédia-szócikk fordításán alapul.  Az eredeti cikk szerkesztőit annak laptörténete sorolja fel. Ez a jelzés csupán a megfogalmazás eredetét és a szerzői jogokat jelzi, nem szolgál a cikkben szereplő információk forrásmegjelöléseként.